# Alina Elizarova
Alina Elizarova est une joueuse de volley-ball ukrainienne naturalisée russe, née le 15 mai 1980 à Kiev. Elle mesure 1,87 m et joue au poste de centrale. 

## Clubs
| Club                 | De        | À         |
| -------------------- | --------- | --------- |
| Iskra Louhansk       | 1996-1997 | 1998-1999 |
| Fakel Novy Ourengoï  | 1999-2000 | 2002-2003 |
| VK Toulitsa Toula    | 2003-2004 | 2005-2006 |
| Samorodok Khabarovsk | 2006-2007 | 2007-2008 |
| Omitchka Omsk        | 2008-2009 | 2008-2009 |
| Nadejda Serpoukhov   | 2011-2012 | 2011-2012 |
| Ienisseï Krasnoïarsk | 2012-2013 | 2012-2013 |
| Indesit Lipetsk      | sept 2013 | oct 2013  |
| Ienisseï Krasnoïarsk | 2013-2014 | 2015-2016 |
| VK Toulitsa Toula    | 2016-2017 | …         |